# Comuni dell'Azerbaigian
I comuni dell'Azerbaigian sono la suddivisione territoriale di secondo livello del Paese, al di sotto dei distretti.

## Terminologia
Il termine azero per indicare i comuni è bələdiyyə, simile a baladiyah.

## Storia
Il 2 luglio 1999 furono promulgate la Legge sulle Elezioni Municipali e la Legge sullo Stato dei Comuni. Il 12 dicembre 1999 ebbero luogo le prime elezioni comunali.